# (500040) 2011 SJ177
(500040) 2011 SJ177 es un asteroide perteneciente al cinturón de asteroides, descubierto el 26 de septiembre de 2011 por el equipo del Pan-STARRS desde el Observatorio de Haleakala, Hawái, Estados Unidos.

## Designación y nombre
Designado provisionalmente como 2011 SJ177.

## Características orbitales
2011 SJ177 está situado a una distancia media del Sol de 3,137 ua, pudiendo alejarse hasta 3,415 ua y acercarse hasta 2,860 ua. Su excentricidad es 0,088 y la inclinación orbital 9,395 grados. Emplea 2030,36 días en completar una órbita alrededor del Sol.
Los próximos acercamientos a la órbita de Júpiter se producirán el 1 de noviembre de 2022, el 5 de octubre de 2085 y el 15 de enero de 2096, entre otros.

## Características físicas
La magnitud absoluta de 2011 SJ177 es 16,2.